# 佐藤峻
佐藤 峻（さとう しゅん、1983年3月25日 - ）は、日本の元俳優、元タレントである。
栃木県宇都宮市出身。芸能活動時代は太田プロダクションに所属。宇都宮大学工学部機械システム工学科卒業。身長177cm。
俳優集団NAKED BOYZの元メンバーで、同グループの初代リーダーである。

## 略歴
大学生時代に雑誌『CanCam』『Ray』の誌上モデルやカットモデルの経験をし、太田プロダクションのワークショップ（6期生）を経て同社に所属となる。
2006年にNHK『きょうの健康・健康体操シリーズ』の体操モデルでデビュー、同年からテレビドラマや舞台に出演する。『LEADER'S HOW TO BOOK ジョーシマサイト』のVTR出演者・ケンちゃん役や、『もらえるテレビ!』レポーターなどバラエティ番組でも活動する。
2010年8月に俳優集団NAKED BOYZの結成メンバーとなる。2012年でメンバー最年長となり、グループのリーダーであることが明言される。2013年7月に同年末をもって卒業することを発表、8月にリーダーを退任した。
2015年8月31日、芸能界引退を発表。
引退後は稀にTwitterの更新がある程度だったが、2020年2月より本格的にTwitterの投稿を再開し、Instagramのアカウントも新たに開設した。TwitterのプロフィールではIT企業に勤務していることが書かれており、ビジネスや生き方に役立つポジティブシンキング等を発信していくとしている。

## 出演

### テレビドラマ
- 都立水商!（2006年3月、日本テレビ）
- 恋のから騒ぎ〜Love StoriesIII〜 Episode2「荷台に乗せられた女」（2006年9月、日本テレビ）
- 風のガーデン 第1話（2008年10月、フジテレビ）研修医 役[17]
- Room Of King 第2話（2008年10月、フジテレビ）
- インディゴの夜（2010年1月 - 4月、東海テレビ）ウエイター 役[18]
- 美丘-君がいた日々- 第1話（2010年7月、日本テレビ）
- みをつくし料理帖（2014年6月、テレビ朝日）佐兵衛 役[19]
- 温泉若おかみの殺人推理28（2014年9月、テレビ朝日）窪田刑事 役[20]

### バラエティ
- LEADER'S HOW TO BOOK ジョーシマサイト（2008年8月 - 2009年9月、テレビ朝日）ケンちゃん 役
- もらえるテレビ!（2009年10月 - 2010年3月、テレビ朝日）情報リポーター「も組」メンバー
- 美男子界（2012年4月 - 2013年1月、NOTTV）レギュラー[21]
- ぼくらの恋愛クリニック 毎度ごめんどうおかけします（2013年3月 - 5月、BeeTV）

### 映画
- ゴースト もういちど抱きしめたい（2010年）
- 最後のつぶやき（2011年）東城翼 役[22]
- ひみつのアッコちゃん（2012年）

### 舞台
- タンゴ・冬の終わりに（2006年11月、シアターコクーン）
- ハマリマン（2010年11月、新宿FACE）
- 神☆ヴォイス〜Go!Go!Dreamers!!〜（2012年3月、MAKOTOシアター銀座）林賢治 役[23]
- 青木さん家の奥さん（2012年10月、築地ブディストホール）オヤジ 役[24]
- カケル（2015年1月、笹塚ファクトリー）[25]

### その他のテレビ番組
- きょうの健康 健康体操シリーズ（2006年4月 - 2007年3月、NHK）体操モデル

### ラジオドラマ
- 美男子劇場「シルクのようになめらかに」（2014年10月、JFNC）後藤直樹 役[26]

## 書籍
- 『新ポーズカタログ3 二人のポーズ編』モデル（2012年、マール社）ISBN 978-4837306580